# Volovăț, Ucraina
Volovăț (în ucraineană Воловець, transliterat: Voloveț) este așezarea de tip urban de reședință a raionului Voloveț din regiunea Transcarpatia, Ucraina. În afara localității principale, mai cuprinde și satul Kanora.

## Istorie
Orașul pentru prima dată este menționat în 1433, aflându-se atunci, împreună cu terenurile adiacente în propiretatea familiei Perényi. În următoarele secole Volovețul adeseori trece de la un stat la altul, iar la începutul secolului al XVII-lea, este inclus în dominionul Muncaci. În 1625, Janos Balyndya comandatul garnizoanei castelului Muncaci donează așezarea lui Sándor Simo.
În 1645, principele Transilvaniei, Gheorghe Rákóczi al II-lea, care a luptat mult pentru extinderea posesiunile sale atașează și Volovețul la principat. Localitatea la acel moment era mică, trăind aici doar câteva zeci de familii. Principala ocupație a locuitorilor fiind creșterea animalelor. Războaiele feudale și tulburările civile conduc adesea la ruinări. Astfel, în 1657 trupele poloneze conduse de un oarecare Lubomirski prădează așezarea. Multe sate, inclusiv Volovețul au fost distruse și devastate atunci. După suprimarea răscoalei lui Rákóczi teritoriul dat, inclusiv și satul trece în posesiunea contelui Karl Schonborn.
În următoarele două secole localitatea se află în componența Imperiului Habsburgic, mai apoi Austriac și din 1867 în comp. Austro-Ungariei.
În urma primei Conflagrații Mondiale, Volovețul este inclus în componența Cehoslovaciei (până în 1938), iar din 1939 ca urmare a primului arbitraj de la Viena se pomenește în componența Ungariei hortyste. După al Doilea Război Mondial, este ocupat de trupele sovietce (1944) și anexat RSS Ucraineană, din 1991 face parte din Ucraina contemporană.

## Demografie
Componența lingvistică a așezării de tip urban Volovăț
     Ucraineană (98,13%)
     Rusă (1,37%)
     Alte limbi (0,35%)
Conform recensământului din 2001, majoritatea populației așezării de tip urban Volovăț era vorbitoare de ucraineană (98,13%), existând în minoritate și vorbitori de rusă (1,37%).
- Dinamica numărului populației orașului (1870-2011):